# Perfect Day (singel EMF)
Perfect Day – jedyny singel z ostatniego, trzeciego, studyjnego albumu brytyjskiej grupy EMF – płyty Cha Cha Cha.

## Lista utworów

### CD Single Europe[1]
1. Perfect Day (Perfect Mix) 3:15
2. Angel 3:51
3. I Won't Give in to You 5:23
4. Kill for You (Lo-Fi Mix) 3:28

### 12 Track CD Promo Sampler[2]
1. Perfect Day (Perfect Mix) 3:15
2. Glass Smash Jack 4:19
3. Lies (Jonestown Mix) 4:53
4. Perfect Day (Toy Town Remix) 3:28
5. I Believe (Colt 45 Mix) 8:21
6. Skin 4:22
7. Perfect Day (Temple of Boom Remix) 4:58
8. Slouch 2:17
9. It’s You (13½% Extra Mix) 9:04
10. Search And Destroy 3:50 (cover Iggy & The Stooges)
11. They’re Here (D-Ream Dream) 9:46
12. Perfect Day (Tube EQ Remix) 3:22

### 12UK Promo Vinyl[3]
1. Perfect Day (Chris & James Epic Adventure) 8:42
2. Perfect Day (Martinijuana Mix) 3:36
3. Perfect Day (Temple Of Boom Remix) 8:41
4. Chris & James Animal House Dub 3:45 (w rzeczywistości - Angel)[4]